# Эффект владения
Эффект владения (обладания) (англ. endowment effect) — психологический феномен, заключающийся в том, что человек больше ценит те вещи, которыми уже владеет, а не те, которыми может овладеть. Был впервые отмечен Ричардом Талером в 1970-х и описан вместе с Даниэлем Канеманом. Чаще эффект владения проявляется в отношении товаров «неповседневного спроса».

## Пример
Д. Канеман предложил такой пример для иллюстрации феномена: Человек является страстным фанатом одной группы и покупает билет на концерт за 200 долларов. За тот же билет он мог бы отдать не более 500 долларов. После покупки билета человеку предлагают продать этот билет за 3000 долларов, но он отказывается от продажи. Итак, минимальная продажная цена — выше 3000 долларов, а максимальная покупная — 500 долларов.

## Обоснование эффекта
Классической экономической теорией этот эффект невозможно объяснить. Талер, опираясь на теорию перспектив, предположил, что желание купить или продать что-либо зависит от точки отсчета — владеет ли человек этим предметом сейчас или нет Если он владеет предметом, он ожидает боли от расставания с ним. Если не владеет предвидит удовольствие от получения этого предмета. Получается, что эти величины неравны из-за неприятия потерь, возвращаясь к примеру: расставание с билетом на аншлаговый концерт принесет больше огорчения, чем получение денег от продажи билета принесет удовольствия.
В 1990 году Талером, Канеманом и Кнетчем были проведены эксперименты, направленные на проверку распространенности эффекта обладания. Результаты этих экспериментов показали, что люди склонны называть сумму для продажи значительно больше той суммы, которую они готовы отдать за этот товар.
При обычных коммерческих обменах (таких как покупка обуви, размен банкнот) с обеих сторон нет неприятия потерь, и эффект владения не возникает. Дело в том, что в этом случае предметы предназначены «для обмена», для продавца обуви пара ботинок — это громоздкий эквивалент денег, которые он надеется получить от покупателя. А в случае билетов на концерт мы имеем дело с вещью «для использования». Более того, продажа товара, который мог бы принести удовольствие человеку лично, активирует отделы мозга, связанные с переживанием чувств отвращения и боли. Когда человек покупает товар по завышенной цене, когда ясно, что продавец получает больше обменной стоимости, эти зоны также активируются. А покупка по очень низкой цене — приятное событие, что тоже отражается в мозговых структурах.

## Критика
Некоторые экономисты ставят под сомнение существование данного эффекта. Ханеманн (1991) отметил, что экономическая теория лишь высказывает предположение о том, что покупная и продажная способность должны быть равными для товаров, которые являются близкими по значению для человека и могут быть взаимозаменимы. Если же говорить о таких вещах, как ресурсы окружающей среды или здоровье, эти величины изначально могут быть не равными, а, значит, это различие можно объяснить не ссылаясь на эффект владения. Шогрен и др. (1994) отметили, что в экспериментальной методике, используемой Канеманом, Кнетчем и Талером чтобы продемонстрировать эффект владения создана ситуация искусственного дефицита. Они провели более надежный эксперимент с теми же товарами, используемыми Канеманом, Кнетчем и Талером (шоколадные батончики и кружки) и этот эффект не подтвердился.

## Применение
Герберт Ховенкамп (1991) утверждает, что присутствие эффекта владения оказывает существенное влияние на права человека и экономику, в частности в отношении экономики благосостояния. Эффект владения активно используется в нейромаркетинге. Так же этот эффект будет проявляться в переоценке стоимости ценных бумаг, которыми владеет человек, тогда как человек не владеющий этими акциями может здраво оценить их реальную стоимость. Эффектом владения также может объясняться пониженный спрос на обратную ипотеку в Соединенных Штатах.